# Jud Süß (Feuchtwanger)

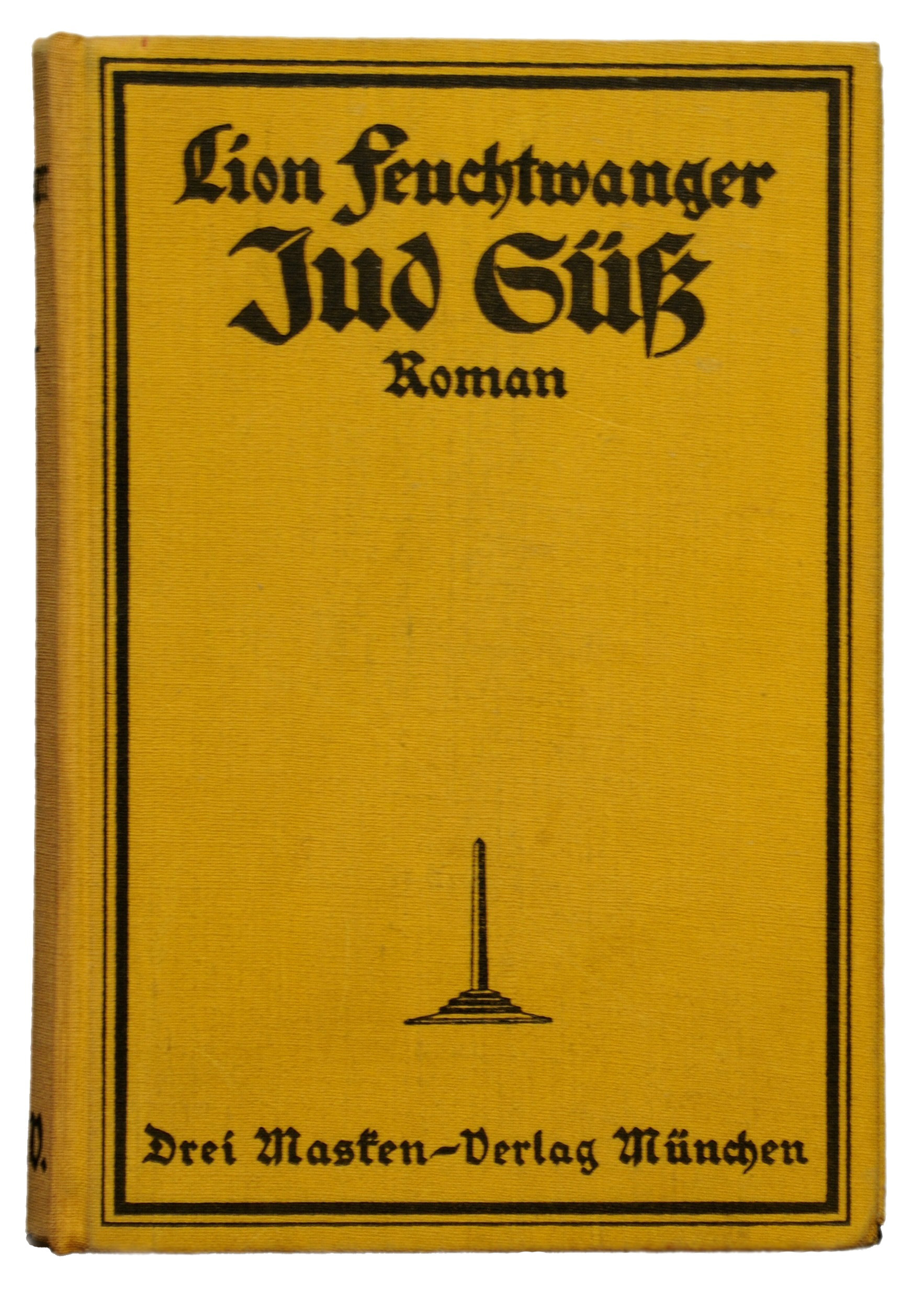
Verlagseinband des Erstdrucks 1925

Jud Süß ist ein 1925 erschienener historischer Roman von Lion Feuchtwanger, der das Leben des württembergischen Hofjuden Joseph Süß Oppenheimer als literarische Vorlage benutzt. 
Feuchtwanger, Sohn eines jüdischen Fabrikanten, interessierte sich für die Fragen jüdischer Assimilation in Deutschland. Vor diesem Hintergrund dient ihm die Romanfigur dazu, das Spannungsfeld aufzuzeigen zwischen dem Reichtum, der zu gesellschaftlichem Ansehen führt, und der weltabgewandten kabbalistischen Mystik. Er leitet diese Problematik aus der Abhängigkeit des jüdischen Lebens von den Mächtigen ab und demonstriert diese an judenfeindlichen Klischees, die sowohl in der Zeit der Romanhandlung als auch in den 1920er Jahren verbreitet waren.

## Überblick über die Haupthandlung

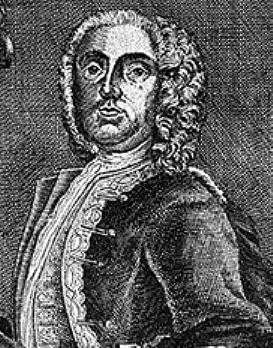
Joseph Süß Oppenheimer

Der Roman spielt im Württemberg des 18. Jahrhunderts. Joseph Süß Oppenheimer, Sohn einer jüdischen Kaufmannsfamilie, steigt zum mächtigen Finanzrat am Hof des frisch gekürten katholischen Herzogs Karl Alexander auf und wird von der Gesellschaft bewundert, gefürchtet und zugleich verachtet.
Während er einerseits die Intrigen und Ausschweifungen des despotischen Herrschers mitträgt, setzt er andererseits alles daran, seine eigene Tochter Naemi vom Treiben am Stuttgarter Hof fernzuhalten. Er hat sie deshalb von Geburt an bei seinem Onkel, dem Rabbi und Kabbalisten Gabriel, in einer entlegenen Klause in der Waldeinsamkeit untergebracht, wo sie ihre Jugend mit der Lektüre des Hohen Lieds verbringt. Eines Tages jedoch, während eines Jagdausflugs in der Nähe von Hirsau, führt Prälat Weißensee, dessen Tochter Magdalen Sibylle durch Oppenheimers Vermittlung Karls Mätresse geworden ist, aus Rachegefühlen gegenüber Süß den Herzog auf die Spur des Mädchens. Naemi entzieht sich dessen lüsternen Nachstellungen und stürzt bei der Flucht vom Dach des Hauses in den Tod.
Der Tod der Tochter bedeutet für Süß den Bruch mit seiner Lebensplanung: Äußerlich die Tragödie mit Gelassenheit tragend, reicht er dem sich insgeheim schuldig fühlenden Herzog scheinbar die Hand zur Versöhnung, arbeitet jedoch heimlich an dessen Untergang: Er lässt sich von Karl Alexander eine Legitimationsurkunde für alle seine Handlungen ausstellen und verrät gleichzeitig die Staatsstreichpläne an Parlament und Landstände: Der katholische Herzog hatte mit Unterstützung des Würzburger Fürstbischofs seinen schon lange schwelenden Konflikt mit den Landständen ausnutzen und eine katholische Militärautokratie errichten wollen. Als Karl Alexander vom gescheiterten Umsturz erfährt, stirbt er an einem Steckfluss. Oppenheimer wird verhaftet und vor Gericht gestellt. Schon vor seinem Verrat hat er damit gerechnet, als Sündenbock für die Politik des Herzogs bestraft zu werden. Er besinnt sich auf das geistige Erbe seiner Vorfahren und nimmt nach dem Verlust seines Schutzherrn in Kauf, dass sich der Volkszorn nun gegen ihn richtet. Sein Leben durch ein Bekenntnis zum christlichen Glauben zu retten, lehnt er ab und zelebriert bewusst das „willenlose Vergleiten“. Nach der Unterzeichnung des Todesurteils meint der neue Regent Karl Rudolf: „Das ist ein seltenes Ereignis, dass ein Jud für Christenschelmen die Zeche zahlt.“

## Inhalt
| → Inhalt |
| Der Autor verbindet das Zusammentreffen des jüdischen Finanzmaklers und Bankiers Joseph Süß Oppenheimer und seines späteren Arbeitgebers, des kaiserlichen Generals Karl Alexander in Wildbad mit der Darstellung der Situation am württembergischen Fürstenhof. Zu diesem Zeitpunkt sind Karl Alexanders Aussichten, einmal Herzog von Württemberg zu werden, gering. Sein Cousin, der Herzog Eberhard Ludwig hat sich gerade von seiner morganatischen Zweitfrau Wilhelmine von Grävenitz getrennt, um die mit dieser Beziehung Unzufriedenen im Land zu besänftigen und mit seiner Hauptfrau einen weiteren Nachfolger zu zeugen. Diese Beziehung wird als Vorgeschichte erzählt: Während ihrer 25-jährigen Liaison hatte die aus dem Kleinadel stammende und zum Schein mit einem Grafen von Würben verheiratete Wilhelmine großen Einfluss auf den Herzog und dessen Ämterbesetzungen. Eberhard Ludwig half ihr, zur von Württemberg unabhängigen Reichsgräfin aufzusteigen, und schenkte ihr und ihrer Familie mehrere Landgüter und Schösser, was zu Spannungen mit den die Finanzen des Staates kontrollierenden Landständen und der Hofpartei der Herzogin führte. In dieser Situation kommt der kurpfälzische Oberhof- und Kriegsfaktor Oppenheimer durch einen Bekannten, den Finanzmakler Isaak Simon Landauer, nach Wildbad. Wilhelmine hatte ihren Hoffaktor Landauer nach ihrer Verstoßung durch den Herzog zu sich gerufen, weil sie um ihre Schenkungen fürchtet. Er soll ihr helfen, ihre Güter beleihen zu lassen und das Geld sicherheitshalber ins Ausland zu bringen. Außerdem soll er ihr einen jüdischen Kabbalisten besorgen, mit dessen magischen Kräften sie den Herzog wieder an sich zu binden hofft. Landauer denkt an den Rabbi Gabriel und überredet Oppenheimer, mit der Hoffnung auf Geschäfte verbunden, seinen Onkel holen zu lassen. Gabriel folgt dem Ruf seines Neffen, weil er meint, dieser wolle seine 14-jährige Tochter Naemi, die bei ihm in ländlicher Einsamkeit aufwächst, zu sich holen. Als er in Wildbad ankommt, ist die Gräfin nicht mehr erreichbar, denn der Herzog hat ihr aus Angst vor ihren Hexereien auf Schloss Urach Hausarrest verordnet. Gabriel vereinbart mit Oppenheimer, das Mädchen in einem abgelegenen Landhaus bei Hirsau unterzubringen und dort zu erziehen. Sie ist für Oppenheimer, der sie gelegentlich besucht, ein reines, von der Bösartigkeit der Menschen bewahrtes Wesen, gewissermaßen der Gegenpol zu seiner Finanzwelt und seinen gesellschaftspolitischen Strategien. Zu dieser Zeit, und damit beginnt die Haupthandlung, kehrt Karl Alexander nach Württemberg zurück und trifft in Wildbad bei einer Gesellschaft den elegant gekleideten Oppenheimer. Dieser bemüht sich um Kontakte zur Adelsgesellschaft und nutzt den permanent in Geldnöten steckenden kaiserlichen General als Sprungbrett, denn eine Prophezeiung Gabriels, von dem sich Karl Alexander seine Zukunft aus der Hand lesen lässt, deutet auf den „Fürstenhut“ hin. Karl Alexander nimmt die finanziellen Dienste Oppenheimers in Anspruch, lädt ihn dafür zu seinem täglichen Lever ein und lässt ihn an seinen Gesellschaften teilnehmen. Andererseits behandelt er ihn derb herablassend und macht seine Späße mit ihm. Z. B. lässt er ihn von seinem Kammerdiener Neuffer mit seinem Badewasser übergießen: „Taufts den Juden! Er soll schwimmen lernen!“ Karl Alexanders Geldnot wird auch von der katholischen Fraktion um den Bischof von Würzburg ausgenutzt. Man arrangiert eine Heirat mit Marie Auguste, der schönen Tochter des reichen katholischen Regensburger Fürsten Anselm Franz von Thurn und Taxis und spekuliert bei einem Wechsel in der Thronfolge auf einen Verbündeten, während Herzog Eberhard Ludwig mit Berlin kooperiert. Dieser Plan realisiert sich durch den Tod des Erbprinzen und den des Herzogs. Im Gespräch mit seiner jungen Frau spottet Alexander über den „so eleganten“ und „dabei so demütig[en]“ Finanzmakler, nachdem dieser ihm das Schlösschen Monbijou edel ausgestattet und die Brautgeschenke und Hochzeitsreise finanziert hat: „Städte und Dörfer könnte man kaufen, um das, was der uns beschissen hat. […] Das ist sein gutes Recht. Dafür ist er ein Jud. Aber er ist sehr verwendbar.“ Oppenheimer erträgt die Launen des Prinzen „in einer Haltung hemmungsloser Ergebenheit.“ Karl Alexander ernennt nach seinem Aufstieg zum Herzog Oppenheimer zum Geheimen Finanzrat und dieser führt jetzt auf höchster Ebene sein Erfolgsrezept weiter: „Dem Herzog schmeicheln, unbedenklich, ohne Furcht vor Übertreibung. Dem Herzog Geld schaffen, und durch Geld Weiber, Soldaten, Gloire. Mehr immer mehr. Nicht übermäßig daran verdienen, aber so viel schaffen, dass man reich wurde, blieb auch nur ein kleiner Teil kleben.[…] Einziges Ziel: Geld für die herzoglichen Kassen.“ Er kennt die Wünsche des Herzogs und wird sein einflussreichster Ratgeber beim Aufbau eines absolutistischen Systems und der Ausschaltung oppositioneller Abgeordneter der „Landschaft“: Während der Herzog sich im Krieg gegen Frankreich bei der Armee aufhält und von Oppenheimer immer neue Frauen zugeführt bekommt, ist dieser der eigentliche Regent des Herzogtums. Um ihn bildet sich eine Partei von Unterstützern und Bewunderern, die ihm Geschenke bringen, um ihn sich zu verpflichten. Er handelt dagegen emotionslos als Geschäftsmann, der nur seine Vorteile sieht. Er ist international vernetzt und spezialisiert sich auf den Handel mit aus dem Ausland bezogenen Juwelen und edlen Pferden. Seine Partner unterstützt er bei ihren Geschäften im Herzogtum und hilft ihnen, die Konkurrenz, z. B. die einheimische Seidenmanufaktur Schertlin, zu ruinieren. Dadurch kann er ein luxuriöses herrschaftliches Haus führen und, wie die Gerüchte besagen, seine Mätressen mit teurem Schmuck belohnen. Kammerfiskal Fischer, der Vater seiner zeitweiligen Geliebten Sophie, wird auf seinen Vorschlag vom Herzog zum Expeditionsrat befördert. Im Interesse des jähzornigen und nach absoluter Macht strebenden Herzogs schaltet er zunehmend den Einfluss der Opposition im Parlament aus: Das beginnt mit einer Demütigung der „Landschaft“, die sich Heinrich Friedrich, den Bruder Karls, als neuen Herzog wünschte. Während die Abgeordneten stundenlang auf seinen Auftritt warten müssen, vergnügt sich der neue Regent mit der jungen Geliebten seines Bruders und schickt sie danach an Heinrich Friedrich zurück. Um eine große Armee aufzubauen, wird die Wehrpflicht für die unverheirateten jungen Männer eingeführt, die Bauern müssen ihre besten Pferde dem Militär überlassen, für Handel und Handwerk werden die Steuern erhöht. Kritik an den Verordnungen wird verboten und bestraft. Die alten Beamten aus der Grävenitz-Zeit ersetzt Oppenheimer durch konforme Bedienstete. Durch diese Neuerungen wandelt sich die anfängliche Begeisterung der Bevölkerung für den Kriegshelden Karl Alexander in Unmut, der sich vor allem auf seinen Ratgeber Oppenheimer richtet. Um Kritiker auszuschalten empfiehlt Oppenheimer dem Herzog, den elfköpfigen parlamentarischen Rat um ihm treu ergebene Parlamentsabgeordnete zu erweitern und damit die Opposition matt zu setzen. Die staatlichen Einnahmen werden durch Ämterkauf und die Androhung von Steuerhinterziehungsprozessen gegen die Möglichkeit, sich mit großen Summen frei zu kaufen, erhöht. Wenn trotzdem durch die Ausgaben des Fürsten in der Staatskasse eine Lücke für die Bezahlung der Beamten und Soldaten entsteht, besorgt Oppenheimer privat das fehlende Geld gegen einen angemessenen Zinssatz. Oppenheimer verfolgt mit seinen Aktivitäten für den Herzog einen langfristigen ehrgeizigen Plan und bilanziert auf dem Höhepunkt eines Festes in seinem Palais: „Er ist sehr hoch hinausgelangt, niemals in Deutschland stand ein Jud so hoch und glänzend wie er. […] Schon ist sein Adelsgesuch auf dem Weg nach Wien zum Kaiserhof […] Karl Alexander, ihm von Tag zu Tag mehr verpflichtet, muss ihm das durchsetzen […] er läuft nicht in Kaftan und Schläfenlöckchen; aber er denkt nicht daran, sich […] durch das billige Mittel eines Glaubenswechsels Titel und Rang zu schaffen.“ Auch verschweigt er das Geheimnis seiner Mutter, sein leiblicher Vater sei der Feldmarschall Georg Eberhard von Heydersdorff. „Durch sein Genie […] wird er ganz oben stehen. Er hat rechtzeitig auf den Herzog gesetzt […] Er wird Jude bleiben und wird trotzdem, und gerade das wird sein Triumph sein, adlig sein und Landhofmeister und den rechten Platz im Herzogtum einnehmen in aller Form und vor aller Welt.“ Eine von Oppenheimer falsch eingeschätzte Dynamik entwickelt sich im vierten Buch aus einer seiner Zubringerdienste für den Herzog. Magdalen Sybille, die von der pietistischen Erweckungsbewegung inspirierte Tochter des Prälaten von Hirsau Philipp Heinrich Weißensee, sieht in Oppenheimer die Erscheinung Lucifers. Sie will ihn missionieren, während er an ihr ein sexuelles Interesse hat. Aber er muss auf seinem prunkvollen Geburtstagsball mit Gästen aus den höchsten Kreisen Karl Alexander den Vortritt lassen. Er schließt das Mädchen in seinem Schlafzimmer ein und überlässt es dem Herzog. Dann informiert er im Festsaal kühl den besorgten Vater über den gleichzeitig stattfindenden Gewaltakt des Fürsten und verheißt ihm eine Rangerhöhung. Als Mitglied des engeren parlamentarischen Ausschusses und des Parlaments wollte Weißensee zuerst die Herrschaft eines katholischen Herzog verhindern, er beugte sich dann aber den Machtverhältnissen, arbeitete bei der Ausschaltung des Parlaments mit Oppenheimer zusammen, wofür er zum Hofkirchenrat in Stuttgart ernannt wurde. Nachdem seine Tochter die Mätresse des Fürsten wird, erhält er den Titel eines Konferenzministers. Zu Beginn des dritten Buches ordnet der Autor die jüdischen Personen der Oppenheimer-Handlung in die Geschichte der Juden in Europa ein: Ausgrenzung, Ghettoisierung, Berufsverbote, Verspottung, Vertreibung und Pogrome. Als Folge sieht der Erzähler einmal die hohe Bewertung des Geldes als „einzigen Schild, zwischen lauter wankendem, versagendem Grund ein einzig Festes“ und zweitens das heimliche Wissen von der „Eitelkeit und Belanglosigkeit der Macht […] was die Juden einte und ineinanderschmolz“ Die Situation der armen Juden, die von der Bevölkerung mit der Beschuldigung des rituellen Christenkindermordes zum Sündenbock gemacht werden, veranschaulicht der Erzähler durch die Geschichte des Händlers Jecheskel Seligmann Freudenthal in Eßlingen, dem der mit ihm konkurrierende Krämer Kaspar Dieterle die Ermordung seiner Cousine Babett in die Schuhe schiebt. Während die Fakten eindeutig den Juden entlasten, nutzt man in Eßlingen die Stimmungen im Land gegen Oppenheimer, den man für die harten Verordnungen verantwortlich macht, meint aber den Herzog und die katholische Fraktion. Oppenheimer gerät in eine Konfliktsituation. Einerseits möchte er mit einem Adelstitel gesellschaftlich weiter aufsteigen und sich aus der Angelegenheit heraushalten, andererseits wird er von einflussreichen Rabbis aufgefordert, beim Herzog gegen die ungerechte Behandlung eines Glaubensbruders und dessen drohende Hinrichtung vorzusprechen. Dazu kommt sein schlechtes Gewissen seiner in der kabbalistischen Tradition erzogenen Tochter Naemi, die er als Gegenbild zu seinem am Profit orientierten Leben betrachtet, und ihrem Lehrer Rabbi Gabriel gegenüber. Naemi erinnert ihn an seinen guten Kern und verunsichert ihn in seinem gesellschaftlichen Aufstiegsstreben. Er entscheidet sich schließlich für die Rettung Jecheskels, auch mit dem Hintergedanken, dafür von der jüdischen Gemeinde gefeiert zu werden. Während Oppenheimer aus diesem Konflikt moralisch gestärkt hervorgeht, entwickelt sich ein anderer zur Tragödie. Magdalen Sybille ist nach ihrer Entjungferung zuerst kalt und stumm wie eine Tote und verschweigt ihrem Vater ihr Erlebnis. Der Herzog umwirbt sie mit Geschenken und übt auf Weißensee Druck aus, ihn mit seiner Tochter zu besuchen. Schließlich gibt sie nach, wird seine offizielle Mätresse und wohnt, von der Gesellschaft und der Herzogin anerkannt, in einem Schloss. Sie ist von ihren pietistischen Träumen desillusioniert und durchschaut jetzt das Herrschaftssystem und die höfischen Marionetten. In dem Herzog, wie in allen Menschen, sieht sie nur ein großes schwerfälliges Tier und gibt sich ihm unbeteiligt ohne Hass hin. Ihre Liebe richtet sich dagegen auf den höflichen unterwürfigen Oppenheimer und sie glaubt, dass dieser sie auch insgeheim liebt, aber seine Gefühle teuflisch zu seinem finanziellen Vorteil verschachert hat. Oppenheimer würde aber nie seine Bindung an den Herzog für eine Frau aufs Spiel setzen und versucht Magdalen Sybille einzureden, er habe aus Zuneigung zu ihr auf sie verzichtet und ihr zu einem von allen Frauen beneideten Luxusleben an der Seite des Herzogs verholfen. Später (4. Buch) schließt sie sich dem pietistischen Kreis der Beata Sturmin an, kleidet sich bürgerlich schlicht, schreibt religiöse Lieder und heiratet den Expeditionsrat Immanuel Rieger, den Bruder des Predigers und Dichters Johann Konrad Rieger. Der Herzog schenkt ihr zur Verlobung die Herrschaft Würtingheim. Weißensee leidet unter dem Schicksal seiner unglücklichen Tochter und hat keine Freude an seinem gewachsenen Ansehen. Als er von Magister Jaakob Polykarp Schobern, dessen Erweckungsbewegung Magden Sybille in ihrer Hirsauer Zeit angehörte, erfährt, dass Oppenheimer eine Tochter hat und diese im Wald versteckt hält, kommt ihm die Idee der Rache: Oppenheimer soll als Vater dasselbe wie er erleiden. Weißensee überredet den Herzog, während Rabbi Gabriel auf Reisen ist, zu einem Jagdausflug in den Hirsauer Wald und erzählt ihm von Oppenheimers junger schöner Tochter, die dieser vor der fürstlichen Gesellschaft versteckt hält. Karl Alexander ist neugierig, sie dringen in das Haus ein, der Regent ist von dem schüchternen Mädchen angetan und umwirbt sie. Später kehrt er, von Weißensee angestachelt, angetrunken in das Haus zurück und wird im Bewusstsein, dass sein Zugriff für jede Frau eine Auszeichnung sein müsse, dem Mädchen gegenüber zudringlich. Naemi flüchtet voller Angst auf das Dach, betet um ihre Errettung und stellt sich in ihrer Verwirrung vor, dass eine Kutsche herbeigeflogen kommt, in die sie hineinspringen kann. Dabei stürzt sie vom Dach. Der Herzog findet sie tot im Garten. Er überlässt Weißensee die weiteren Maßnahmen und reist ab. Gabriel hat unterwegs eine Vision von dem drohenden Unheil. Nach seiner Rückkehr organisiert er den Trauerzug nach Frankfurt, wo die Tochter des berühmten Oppenheimer unter großer Anteilnahme der jüdischen Gemeinde beigesetzt wird. Karl August empfängt Oppenheimer, spricht ihm sein Beileid und seine weiterhin bestehende Huld aus. Den Tod des Mädchens erklärt er als das Zusammentreffen unglücklich verlaufender Umstände, an denen er unschuldig sei. Im Gegenteil macht er dem Juden den Vorwurf, seine Tochter so weltfremd und fern der höfischen Galanterie aufwachsen zu lassen. Das Schuldgefühl des Herzogs wird jedoch an seiner Nachsicht mit Oppenheimers geändertem Verhalten deutlich. Der Tod der Tochter, und damit des besseren Teils seiner Seele, ist für ihn der größte Einschnitt in seinem Leben und bedeutet die Aufgabe seiner gesellschaftlichen und politischen Karriere. In seinen Träumen hat er von Anfang an symbolisch mit einer Hand den Herzog und mit der anderen Rabbi Gabriel gehalten. Jetzt entfernt er sich vom Regenten und verbindet seine formale Unterwürfigkeit dem Herzog gegenüber mit einem herausfordernden Blick. Seine Untergebenen behandelt er herrisch, aus seinen Finanzgeschäften holt er unnachgiebig den größten Profit heraus. Er rät dem Herzog zu harten Maßnahmen und noch höheren Abgaben, um sein Militär und seinen Hofstaat zu finanzieren. Er mischt sich jetzt stärker in das Projekt Karl Alexanders ein, Württemberg zu einem absolutistischen katholischen Militärstaat umzuformen und die Ständevertretung auszuschalten, und treibt den Umsturz voran: Während der Herzog sich im Ausland aufhält, um nicht persönlich mit dem Verfassungsbruch belastet zu werden, sollen mit Hilfe bayrischer und Würzburger Regimenter und mit Rückhalt des kaiserlichen Hofes die kritischen Ständevertreter und protestantischen oppositionellen Kräfte verhaftet werden. Bei Karl Alexanders Rückkehr würde der Boden für eine absolutistische Regierung bereitet sein. Oppenheimer wird als scharfsinniger Stratege für den Herzog unentbehrlich, zugleich fühlt sich dieser von seinem Ratgeber in seinen geheimsten Gedanken erkannt und spürt Hass gegen den Juden und den Wunsch, sich von ihm zu befreien. So ordnet er Oppenheimers Gefangennahme nach dem Umsturz an. Auch diese Gedanken des Herzogs durchschaut Oppenheimer, denn er hat ihn als Bestandteil seines Racheplans zu dieser Aktion provoziert. Er verrät den Anschlag auf die Landstände nicht persönlich, denn dazu hat er den Hirsauer pietistischen Magister Jaakob Polykarp Schobern als seinen Sekretär eingestellt. Dieser ist somit über den Schriftverkehr mit den Militärführern, dem Würzburger Fürstbischof und dem Habsburger Hof in Wien informiert und gerät in einen Loyalitätskonflikt gegenüber seinem Chef einerseits und den pietistischen Glaubensbrüdern andererseits. Aus dieser Situation erlöst ihn Oppenheimer, indem er ihn dazu ermuntert, die Ständevertretern über den Tag des geplanten Umsturzes zu informieren. So sind diese vorbereitet, mobilisieren ihre städtischen Korps und verhindern das Einrücken der bayrischen und würzburgischen Truppen. Als Karl Alexander vom Scheitern des Umsturzes erfährt, erleidet er einen Steckfluss und stirbt an Atemnot. Kurz vor dem Tod des Herzogs rechnet Oppenheimer mit ihm ab: „[D]u armer Narr, deine großen Gedanken, dass du zum schwäbischen Louis Quartorze dich recken solltest, deine Cäsar-Träume, die hab ich ja in dich hineingeträumt. Du warst nichts als ein kleiner, gewalttätiger Zufallsherzog all deine Tage, und ich hab dich lassen tanzen.[…] gerade mein Schlechtestes hab ich in dich hineingeträufelt, meinen verworfensten Samen.“ Oppenheimer zieht auch eine eigene Lebensbilanz: „[E]s war falsch gegangen. Alles, was er gedacht, gewirkt, getrachtet hatte, sein Handeln mit dem Herzog, sein ganzer künstlicher Turm und Triumph war alles falsch und Irrgang gewesen.“ Er fühlt sich grenzenlos matt und ausgehöhlt. Schon vor seinem Verrat wusste er, dass er mit dem Herzog seinen Rückhalt verliert und man ihn zum Sündenbock machen wird. Deshalb bietet er den Führern des katholischen Projekts, den Generalen und Ministern, an: „Verhaften sie mich: und wer immer Oberhand behält, Sie sind für alle Fälle salviert.“ Und diese befolgen den Rat zu ihrer Rettung und verhaften ihn „im Namen der Herzogin und der Verfassung“. Für den minderjährigen Thronfolger Carl Eugen übernimmt Herzog Carl Rudolf aus der Neuenstadter Nebenlinie die Regentschaft. Er setzt sich schnell mit Unterstützung der „Landschaft“ gegen die Herzogwitwe und den Alexander-treuen General Franz Joseph von Remchingen durch. Die protestantischen Landstände fordern ihre Verfassungsrechte ein und es kommt zur Verhaftung der Berater und Minister Karl Alexanders. Die Beamten und Militärs wechseln schnell die Seiten und die katholischen Verbündeten in Würzburg und Bayern ziehen sich zurück. Der enge Ausschuss des Parlaments und die Bevölkerung sehen im Juden Oppenheimer, dem „Landverderber und Schelm und Schurken“, den Hauptverantwortlichen und Fadenlenker allen Unheils und Übels, unter dem sie zu leiden hatten. Man beschlagnahmt sein Vermögen, verprügelt ihn und bringt ihn in die Festung Hohenneuffen. Die ersten Untersuchungen ergeben keine Gesetzesverstöße, da Oppenheimer durch eine Legitimationsurkunde des Herzogs abgesichert ist, die den „Finanzdirektor für alle seine Handlungen, die vergangenen wie die zukünftigen, außer aller Verantwortung setzt.“. Er war juristisch nur Berater und nicht verantwortlicher Beamter. Deshalb versucht man ihn, auf der Grundlage eines alten Gesetzes, wegen seiner sexuellen Beziehungen zu Christenfrauen zu belangen. Da er selbst keine Namen nennt, horcht die Untersuchungskommission das Dienstpersonal aus. Tatsachen mischen sich mit Denunziationen und Gerüchten. Damen der angesehenen Gesellschaft werden verhört und verleumdet. Ihre Familien fürchten um ihren Ruf und setzen sich für ein Ende der Untersuchungen ein. So ermittelt man auf Münzverbrechen, Majestätsverbrechen und Hochverrat, nimmt die juristischen Gutachten und die Verteidigungsschriften nicht zur Kenntnis und verurteilt Oppenheimer zum Tod durch den Strang. Währenddessen versuchen Kritiker des Urteils Oppenheimer zu retten: der Stadtvikar durch den Rat zum Übertritt zum Christentum, der Fürst von Thurn und Taxis durch eine Flucht ins Ausland, die reichen jüdischen Glaubensbrüder durch das Angebot eines Lösegeldes von 500 000 Golddukaten. Oppenheimer lehnt eine Konversion ab. Er ist sich jetzt mit dem Mystiker Rabbi Gabriel einig und mit sich in seiner Schicksalsergebenheit und Gottzuwendung im Reinen. Gelassen und ruhig wartet er auf die Hinrichtung. Herzog Karl Rudolf lehnt das Lösegeld und die Aussetzung des Urteils ab. Er fürchtet um die Ordnung: „Besser der Jud wird zu Unrecht erwürgt […] als er bleibt zu Recht leben und das Land gärt weiter.“ Aber er weiß, dass das Urteil ungerecht ist: „Das ist ein seltenes Ereignis, dass ein Jud für Christenschelmen die Zeche zahlt. […] Ich hab es müssen tun. Ich schäm mich.“ Kurz darauf bittet er den Kaiser aus gesundheitlichen Gründen um seine Ablösung als kommissarischer Regent. Nach der Entwendung der Leiche Oppenheimers verzichtet er auf eine Untersuchung. Die Hinrichtung ist für die Stuttgarter ein Volksfest. Im Kontrast dazu spricht ein Rabbi am Galgen Sterbegebete: „Ein und ewig ist das Seiende, das Überwirkliche, der Gott Israels, Jahve, Adonai“ und Oppenheimer antwortet: „Eins und ewig ist Jahve Adonai.“ In der Nacht holen Juden den Leichnam vom Galgen, bringen ihn heimlich nach Fürth und bestatten ihn nach der traditionellen Zeremonie: „Eitel ist und vielfältig ist und Haschen nach Wind ist die Welt […] Wie das Gras welken wir aus dem Licht.“ Ewig sei nur Jahve. |

## Interpretation

### Form
Der Roman gliedert sich in fünf große Teile: „Die Fürsten“, „Das Volk“, „Die Juden“, „Der Herzog“, „Der Andere“. Neben historisch verbürgten Persönlichkeiten treten von Feuchtwanger frei erfundene Figuren auf, so der Rabbi Gabriel (Süß′ jüdisches Gewissen) und seine Tochter Naemi, die einzige durchweg positiv gestaltete Figur im Roman. Feuchtwanger verwendet die Figur Naemis, um den Umschwung im Verhalten Oppenheimers dramaturgisch glaubhaft zu machen; einige Interpreten sehen in ihr auch „die reine Seele und Weisheit Israels“.
Das Werk entwickelt um die eigentliche Handlung herum ein detailreiches episches Universum mit einer Vielzahl von Figuren, Handlungssträngen und Schauplätzen, wie es von den besten Werken Thomas Manns oder Lew Tolstojs bekannt ist. Selbst die kleinste der vielen Nebenfiguren weist mit ihrer Biografie und ihren sozialen Beziehungen über das Werk hinaus, macht die Vielfalt der Verflechtungen in dieser Welt deutlich und gäbe ohne Weiteres den Protagonisten für einen eigenen Roman ab. Exemplarisch zu nennen wäre etwa die jugendliche, von der Vorstellung eines Kampfes mit dem Teufel besessene Mystikerin Beata Sturmin oder der intrigante Würzburger Geheimrat Fichtel, der aus allen Reibereien im benachbarten Württemberg für seinen Fürsterzbischof pekuniären Vorteil zu ziehen sucht.
Die bisweilen expressive Sprache des Romans – abrupte, aufgeladene Sätze, heftige Wortreihen mit Betonung des Vitalistischen, Unwillkürlichen, innerer Monolog – ist von Literaturkritikern unterschiedlich kommentiert worden: „geschlossenes, reifes Kunstwerk“ (Sternburg); „Geschmacklosigkeiten“ (Klaus Harpprecht). Marcel Reich-Ranicki entdeckte etwas „Penetrantes“ in Feuchtwangers Sprache, sie sei „bisweilen eindringlich und zugleich aufdringlich“. Eberhard Hilscher urteilte, dass er nur „selten zu meisterhaften Ausdruckformen und zu einer Diktion von ästhetischem Reiz“ fand.

### Judentum
Abseits des eigentlichen Handlungskerns zeichnet Feuchtwanger ein facettenreiches, in Teilen dennoch klischeebehaftetes Bild des deutschen Judentums zur Zeit der Aufklärung. Die jüdischen Romanfiguren stehen im Spannungsfeld zwischen Armut und wirtschaftlichem Aufstieg, zwischen kollektiver Ohnmacht und individueller wirtschaftlicher Macht, zwischen der bewussten Abgrenzung gegenüber den Gojim und der Assimilation bis hin zur Annahme der christlichen Religion. Der durch seinen Geschäftssinn zu Geld und Macht gelangte Süß strebt danach, von den Christen als ebenbürtig anerkannt zu werden, will im Gegensatz zu seinem Bruder, dem Baron Tauffenberger, den jüdischen Glauben jedoch nicht ablegen. Der ebenfalls reiche und einflussreiche kurpfälzische Hoffaktor Landauer unterstreicht geradezu provokativ seine jüdische Identität durch Kleidung und Auftreten. Er strebt nach Macht, nicht nach ihren äußeren Zeichen und der Anerkennung durch die christliche Gesellschaft. Der Kabbalist Rabbi Gabriel, Onkel des Süß, wählt sogar den Weg der radikalen Weltabkehr.
Die Hauptfigur ist negativ gezeichnet. Über weite Teile des Romans wird Jud Süß als berechnend, opportunistisch und machtbesessen dargestellt. Die Beschreibung anderer Juden „betont eher das Fremdartige und Geheimnisvolle, versucht das Jüdische zu charakterisieren, nicht zu diffamieren“. Wieweit Feuchtwanger damit judenfeindlichen Klischees verhaftet blieb und sie transportierte oder glaubte, sie produktiv literarisch einzusetzen, ist in der Literaturwissenschaft nicht eindeutig beantwortet.

### Philosophische Fragen
Jud Süß ist eine literarische Gestaltung der philosophischen Frage, ob die Bewältigung der Wirklichkeit besser durch tätiges Handeln oder durch passives Betrachten zu leisten sei, eine an indischer Philosophie orientierte Sicht auf die Welt und die Stellung des Menschen in ihr. Typisch für einen historischen Roman Feuchtwangers, benutzt er die Historie, um den Finger in die Wunde der Gegenwart zu legen.
Dass die Zentralfigur Jude ist, ist dabei zweitrangig, wenn auch nicht unwichtig: Der Autor hatte zunächst vor, einen Schlüsselroman um die tragische Figur des jüdischen Politikers Walter Rathenau zu schreiben, entschied sich schließlich jedoch für ein historisches Sujet, „da man die Linien eines Gebirges aus der Entfernung besser erkennt als im Gebirge“. Oppenheimer war für den Autor – gerade auch als Jude – Metapher für den modernen Menschen auf der Schwelle zwischen West und Ost. „(Ich) sah ihn gleichnishaft den Weg beschreiten, den unser aller Entwicklung geht, den Weg von Europa nach Asien, von Nietzsche zu Buddha, vom Alten zum Neuen Bund.“ Welchen Weg dieser moderne Mensch wenige Jahre später beschreiten sollte, konnte Feuchtwanger nicht absehen.

### Geschichte Württembergs
Die Romanhandlung basiert auf der Geschichte Württembergs zur Zeit des Absolutismus, die stellvertretend für andere deutsche Fürstentümer gesehen werden kann. Der Konflikt zwischen katholischem Regenten und protestantischen Landständen ist jedoch eher landesspezifisch. Deutlich wird, dass außer großer Politik der Alltag eine historische Dimension hat: So begegnet der Leser im Buch einem verzweigten Beamtenapparat mit zugehörigen Intrigen und kleinlichen Befindlichkeiten und einem schweinsäugigen Konditormeister, der in vertrauter Runde am Stammtisch über die Skandalgeschichten der oberen Zehntausend, über die „große Teuerung“ oder das „viele Gewese im Lande“ schwadroniert.

## Historie und Erfindung
Der historische Rahmen des Romans reicht von 1732, der letzten Zeit der Regierung des Herzogs Eberhard Ludwig und den Spannungen mit seinen beiden Frauen Johanna Elisabeth von Baden-Durlach und Christine Wilhelmine Friederike von Grävenitz, bis zur Hinrichtung Oppenheimers 1738 und fokussiert die Bestrebungen des Herzogs Karl Alexander, die Landstände zu entmachten, eine absolutistische Regierung mit aufwändiger Hofhaltung zu etablieren und mit Hilfe Oppenheimers zu finanzieren.
Innerhalb dieses Rahmens hat der Autor die Historie im Einzelnen frei gestaltet und Ereignisse zusammengefasst oder verschoben. So verbindet er zeitlich das Zusammentreffen Oppenheimers und des Generalfeldmarschalls Karl Alexander 1732 in Wildbad mit der Trennung des Herzogs Eberhard Ludwig von seiner Zweitfrau Christine Wilhelmine von Grävenitz und der Hochzeit Karl Alexanders mit Marie Auguste von Thurn und Taxis. Deren erster Sohn Carl Eugen wird im Roman nach der 1735 datierbaren Zerstörung der Burg Stettenfels geboren. In der Historie wurde die Ehe des Herzogs bereits 1727 geschlossen, die Geburt des Erbprinzen folgte 1728. Das Paar hatte zum Zeitpunkt der Begegnung mit Oppenheimer bereits vier Söhne.
Viele Romanfiguren sind historische Personen, aber bei einigen vermischt Feuchtwanger Geschichte und Erfindung. Im Roman ist die pietistische Magdalen Sybille Weißensee in Oppenheimer verliebt, wird durch dessen Hinterlist die Mätresse des Fürsten und heiratet später den Expeditionsrat Immanuel Rieger. In Wirklichkeit heiratete sie Rieger bereits 1723 als 15-Jährige, und ihre Rolle als Mätresse ist historisch nicht belegt. Im Roman wird Oppenheimers Leichnam heimlich vom Galgen abgenommen und in Fürth nach jüdischem Ritus beerdigt. In der Historie wurde der zerfallende Körper in Stuttgart sechs Jahre lang in einem roten Käfig ausgestellt und dann vergraben.
In den Bereich der Gerüchte begibt sich der Autor bei Oppenheimers Eltern. Im Roman ist er der uneheliche Sohn des Festungskommandanten von Heidelberg, Feldmarschall Georg Eberhard von Heydersdorff. Untersuchungen ergaben jedoch dafür keine belastbaren Hinweise, zumal es keine Dokumente über seine Jugend gibt und sein Geburtsdatum nicht gesichert ist.
Die personalen Beziehungen im Roman sind weitgehend Feuchtwangers Erfindung bzw. seine Interpretation der Historie. Das betrifft einmal Oppenheimers in der Waldeinsamkeit aufgewachsene Tochter Naemi und ihre Verbindung mit der Magdalen Sybille Weißensee-Handlung und den Liebesaffären des Herzogs. Der Autor konstruiert eine Rachekette und motiviert so Oppenheimers Verrat des Umsturzplans und seinen von ihm selbst eingeleiteten gesellschaftlichen Untergang. Aus den Quellen geht jedoch nicht hervor, welcher Art das persönliche Verhältnis zwischen dem Herzog und seinem Finanzrat war. Während in Feuchtwangers Roman Oppenheimer der Spiritus rector ist, könnte es in Wirklichkeit umgekehrt gewesen sein.
Im Roman führt der durch den Verrat Oppenheimers verhinderte Staatsstreich zum Tod des Herzogs. In Wirklichkeit war es offenbar umgekehrt. Wie die erst nach der Verhaftung des mit der Entmachtung der Landstände beauftragten Generals von Remchingen gefundenen Briefe zeigen, war die Militäraktion zwar in Planung, wurde jedoch durch den Tod des Herzogs nicht weitergeführt.

## Entstehungsgeschichte
Feuchtwangers Interesse für die Figur des Protagonisten wurde erstmals 1916 geweckt, als er auf Manfred Zimmermanns 1874 erschienene Biografie Oppenheimers stieß. Zunächst bearbeitete er, von Hause aus Theaterautor, den Stoff in einem Drama in drei Akten, das 1917 am Schauspielhaus München uraufgeführt wurde und ein Jahr später im Georg Müller Verlag erschien. Die Kritiken waren schlecht; nur Heinrich Mann, mit Feuchtwanger befreundet, urteilte wohlwollend.
Feuchtwanger erkannte nach eigenem Bekunden bald, dass das Stück nur die „Fassade“ dessen war, was er sagen wollte, und dass ein episches Werk die geeignetere Form für sein dichterisches Anliegen darstellte. Ein entsprechendes, im Juli 1921 begonnenes Romanmanuskript schloss er im September 1922 ab, ohne dafür einen Verleger zu finden. Erst 1925 wurde das Werk vom Drei-Masken-Verlag „lustlos hergestellt und vertrieben“. Der Verlag, eigentlich ein Theaterverlag, beschäftigte Feuchtwanger als Lektor für italienische und französische Theaterstücke. Als es dafür keinen Markt mehr gab und der Verlag Feuchtwanger und seinen gut dotierten Vertrag loswerden wollte, bot er dem Autor als Ausgleich für seine Vertragsauflösung die Veröffentlichung des „Jud Süß“-Manuskriptes an. In einer kleinen Auflage von 6000 Exemplaren erschien der Roman und wurde ein mäßiger Erfolg, bis ihn der US-amerikanische Verleger Ben Huebsch von Viking Press während einer Europareise las und begeistert war.

## Wirkungsgeschichte

### Übersetzungen ins Englische
Huebsch ließ den Roman ins Englische übersetzen und verlegte ihn im Oktober 1926 unter dem Titel „Power“ in den USA bei Viking Press; einen Monat später erschien er in England unter dem Titel „Jud Suess“ bei Martin Secker. Die Kritiken in der englischsprachigen Presse waren sehr positiv. Der Durchbruch als Weltbestseller folgte auf die enthusiastische Besprechung des englischen Starkritikers Arnold Bennett im Evening Standard („a fine historical novel by a German author“). Allein im ersten Jahr gab es in England 23 Auflagen; wenig später erschien eine Taschenbuchausgabe. Feuchtwanger und seine Biografen haben darauf hingewiesen, dass damit ein Siegeszug von Buch und Autor begann, der nach Deutschland zurückstrahlte.

### Bühnenfassungen
Der britische Theaterautor Ashley Dukes arbeitete den Roman in ein erfolgreiches Bühnenstück um (1929 uraufgeführt in Blackpool); 1930 wurde die deutsche Dramatisierung von Paul Kornfeld am Theater am Schiffbauerdamm in Berlin uraufgeführt; 1933 entstand eine hebräische Bühnenfassung HaYehudi Zis von Mordekhai Avi-Shaul (der auch den Roman übersetzte), die am Habimah-Theater in Tel Aviv uraufgeführt wurde.

### Bestseller
Durch diese Erfolge wurde der Roman beim deutschen Publikum bekannt: Bis 1931 setzte der Drei Masken Verlag in mehreren Auflagen insgesamt 100.000 Exemplare ab; dann wanderte der Roman zum Knaur Verlag, der von einer stark gekürzten und sprachlich bearbeiteten Fassung bis 1933 noch einmal 200.000 Exemplare verkaufen konnte. Feuchtwanger war als Bestsellerautor etabliert, jedoch nicht als Literat: In den meisten zeitgenössischen Rezensionen wurde sein „Jud Süß“ als pro- oder antijüdischer Tendenzroman interpretiert, sein Rang als literarisches Kunstwerk hingegen vernachlässigt oder bestritten.

### Exil
Von den Nationalsozialisten wurde der Roman, wie alle Bücher Feuchtwangers, verboten. In der nationalsozialistischen Presse wurde „Jud Süß“ vor allem auch wegen seines Erfolges im Ausland als „Jud Mieß“ verhöhnt. Feuchtwanger ging ins Exil nach Frankreich, 1940 in die USA. Der Roman erschien weiterhin in Exilverlagen auf Deutsch: nach der von Feuchtwanger später immer als misslungen bezeichneten Knaur-Ausgabe ab 1934 bei Querido und Forum in Amsterdam sowie im Neuen Verlag in Stockholm.

### Jud Süß und der Film

#### Lothar Mendes
In Großbritannien entstand 1934 bei der Gaumont-British Picture ein Film nach Feuchtwangers Roman: Jew Süss unter der Regie von Lothar Mendes, mit dem ein Jahr zuvor nach England emigrierten Conrad Veidt in der Titelrolle. Bei der US-amerikanischen Premiere in New York City im selben Jahr waren Charles Chaplin und Albert Einstein

im Publikum. Das Filmkunstwerk, in dem das Judentum positiv dargestellt wurde, hatte einen Achtungserfolg bei der Kritik, fiel an der Kinokasse allerdings durch. Heute befindet sich der Film im British Film Institute. Im nationalsozialistischen Deutschland wurde der Film verboten, in Österreich kam er zur Aufführung.

#### Veit Harlan
Die bis heute verbreitete Behauptung, Veit Harlan und seine Drehbuchautoren hätten Feuchtwangers Werk 1940 als Vorlage für den antisemitischen Film Jud Süß missbraucht, ist nicht haltbar. Ob Joseph Goebbels, Propagandaminister und oberster Filmzensor, Feuchtwangers Roman gelesen hatte, ist durch historische Quellen nicht belegbar. Nach Studium der noch vorhandenen Drehbuchfassungen geht die Forschung heute davon aus, dass die gleichnamige Novelle von Wilhelm Hauff die mehrfach stark überarbeitete literarische Grundlage des Films war. Im ersten Werbeheft der Produktionsfirma „Terra“ wurde der Streifen angekündigt als „Ein Großfilm: Jud Süß nach der Novelle von Wilhelm Hauff“.
Regisseur Harlan hat zeitlebens bestritten, Feuchtwangers Version des Stoffes gekannt zu haben. Im Zusammenhang mit juristischen Streitigkeiten um die Urheberrechte mit Feuchtwangers Witwe Marta schreibt Harlan in einem Brief an die UfA-Film GmbH vom 27. November 1961, den Roman nicht gekannt zu haben. Dies bekräftigt er noch einmal in seiner Autobiografie von 1966 und nennt als Quellen weder Hauff noch Feuchtwanger, sondern das Meyersche Konversationslexikon, rechtshistorische Abhandlungen sowie – einem Hinweis Goebbels’ folgend – Martin Luthers antijüdisches Pamphlet „Von den Jüden und ihren Lügen“ aus dem Jahr 1543.
Dass Feuchtwanger meinte, dieser Film basiere auf seinem Roman, ist auch darauf zurückzuführen, dass einige der Schauspieler bereits in dem gleichnamigen Theaterstück auf der Bühne gestanden hatten. Daher sein Zorn, wenn er die Darsteller in einem offenen Brief 1941 persönlich anschreibt:
„Sie haben, meine Herren, aus meinem Roman ‚Jud Süß‘ mit Hinzufügung von ein bißchen Tosca einen wüst antisemitischen Hetzfilm im Sinne Streichers und seines ‚Stürmers‘ gemacht“.

### Nachkriegsdeutschland

#### Editionsprobleme in Ost und West
Gleichwohl hat Harlans antisemitischer Hetzfilm Feuchtwangers Erfolg als Autor nach dem Krieg – bedingt vor allem durch den Medienrummel um die Hamburger Harlan-Prozesse 1949 und 1950 – in Deutschland nachhaltig geschadet: Die Rezeption des Romans „Jud Süß“ setzte in der Bundesrepublik Deutschland und in der DDR spät und zögernd ein. Zwar war bereits 1953 an der Humboldt-Universität in Ost-Berlin eine Dissertation „Jud Süß“ erschienen, die öffentliche Rezeption des Romans fand jedoch zunächst nicht statt. Feuchtwanger drängte in Briefen an seine Verleger, im Osten Aufbau-Verlag und Greifenverlag, im Westen Frankfurter Verlagsanstalt und Rowohlt, auf eine Veröffentlichung. Für den Westen wollte er „einen stillen Boykott der Buchhändler“ wegen seiner offen bekundeten Sympathie für die DDR nicht ausschließen. Es kamen Bedenken wegen der geistigen Reife der Deutschen hüben und drüben hinzu: Die Zeit des Nationalsozialismus habe „in den Köpfen solch große Verheerungen angerichtet, dass sogar Bücher, wie der ‚Jud Süß‘, dem doch wahrhaftig niemand antisemitische Tendenzen zuschrieb und dem auch heute noch kein ernsthafter Mensch solche Tendenzen zuschreiben kann, auf die vergifteten Hirne rückständiger Schichten eine antisemitische Wirkung haben“, so Erich Wendt vom Aufbau-Verlag in seinem Antwortbrief. Feuchtwanger akzeptierte diese Begründung. Das Werk erschien dann jedoch 1954 im Greifenverlag.

#### Das Werk im Aufbau-Verlag
Als der Aufbau-Verlag 1957 knapp ein Jahr vor Feuchtwangers Tod damit begann, sein Gesamtwerk herauszugeben, waren in der Bundesrepublik Deutschland mehrere Ausgaben des „Jud Süß“, zuletzt bei Rowohlt, sowie Taschenbuchausgaben, unter anderem beim Ullstein Verlag, erschienen – sämtlich nach den Feuchtwanger zufolge verunstaltenden Fassungen des Drei-Masken- und des Knaur-Verlages. Der Aufbau-Verlag rekonstruierte die Urfassung und gab sie 1959 gemeinsam mit Die häßliche Herzogin Margarete Maultasch im ersten Band der „Gesammelten Werke“ heraus, 1981 noch einmal in einer Neuausgabe. 1984 erschien das Taschenbuch in der Reihe „bb“. Nach der Wende betreute der Verlag weiterhin Feuchtwangers Werk und gab im Jahr seiner Privatisierung 1991 eine neuerliche Ausgabe der Gesammelten Werke heraus. Band 1 enthielt allein „Jud Süß“. Als Einzelausgabe erschien der Roman zuletzt 2004 in dritter Auflage, im gleichen Jahr eine Taschenbuchausgabe.

### Rezeption weltweit
Inzwischen wurde Feuchtwangers Roman in mehr als zwanzig Sprachen übersetzt. Es wird geschätzt, dass die Gesamtauflage bei weit über drei Millionen Exemplaren liegt. In Europa ist er vor allem in Frankreich populär. 1982 verfasste Jacques Kraemer eine Bühnenfassung mit dem Titel „Juif Suess“.

### Ausgaben
- Erstausgabe: Drei Masken Verlag, München 1925, DNB 573341745.
- Einzelausgabe: Greifenverlag zu Rudolstadt (DDR), Rudolstadt 1954, Lizenz Nr. 384 – 220/24/54
- Gesammelte Werke in Einzelbänden Band 1. 2., durchgesehene Aufl. Aufbau, Berlin 2009, ISBN 978-3-351-01660-9.
- Einzelausgabe: Aufbau, Berlin 2002, ISBN 3-7466-5600-1.
- Taschenbuch: Aufbau Taschenbuch Verlag, Berlin 1992, ISBN 3-7466-0180-0.
- Hörspiel: Südwestfunk 1981. Regie: Hartmut Kirste. Komposition: Peter Zwetkoff. Sprecher: Hans Korte, Axel Corti, Nina Hoger u. a. 409 min. Der Audio-Verlag, Berlin 2006 (6 CDs), ISBN 3-89813-572-1.

### Sekundärliteratur
- Hellmut G. Haasis: Joseph Süß Oppenheimer, genannt Jud Süß. Finanzier, Freidenker, Justizopfer. Rowohlt-Taschenbuch, Reinbek bei Hamburg 2001, ISBN 3-499-61133-3.
- Anne von der Heiden: Der Jude als Medium. ‚Jud Süß‘. Diaphanes, Zürich/Berlin 2005, ISBN 3-935300-72-7 (insbesondere S, S. 153–193 „'Jud Süß' von Lion Feuchtwanger“).
- Frank Dietschreit: Lion Feuchtwanger. Metzler, Stuttgart 1988, ISBN 3-476-10245-9.
- Wilhelm von Sternburg: Lion Feuchtwanger. Ein deutsches Schriftstellerleben. Aufbau, Berlin u. a. 1994, ISBN 3-351-02415-0.
- Arno Herzig: Jüdische Geschichte in Deutschland. Von den Anfängen bis zur Gegenwart. 2. Auflage. Beck, München 2002, ISBN 3-406-47637-6.
- Barbara Gerber: Jud Süß. Aufstieg und Fall im frühen 18. Jahrhundert. Ein Beitrag zur historischen Antisemitismus- und Rezeptionsforschung. (Hamburger Beiträge zur Geschichte der deutschen Juden, 16) Hamburg 1990, ISBN 3-7672-1112-2.
- Friedrich Knilli: Ich war Jud Süß – Die Geschichte des Filmstars Ferdinand Marian. Mit einem Vorwort von Alphons Silbermann. Henschel Verlag, Berlin 2000, ISBN 3-89487-340-X.
- Jörg Koch: „Jud Süß“ – der Roman von Lion Feuchtwanger (1925). In: Jörg Koch: Joseph Süß Oppenheimer, genannt „Jud Süß“. Seine Geschichte in Literatur, Film und Theater. Wissenschaftliche Buchgesellschaft, Darmstadt 2011, ISBN 978-3-534-24652-6, S. 86–98.
- David Bathrick: 1925 „Jud Süß“ by Lion Feuchtwanger is published. In: Sander L. Gilman, Jack Zipes (Hrsg.): Yale companion to Jewish writing and thought in German culture 1096–1996. New Haven : Yale Univ. Press, 1997, S. 434–439